# La Répara-Auriples
La Répara-Auriples è un comune francese di 242 abitanti situato nel dipartimento della Drôme della regione dell'Alvernia-Rodano-Alpi. Il comune è nato il 1º maggio 1992 si è dalla fusione dei comuni di Auriples e La Répara.

## Società

### Evoluzione demografica
Abitanti censiti